# 平本一樹
平本 一樹（ひらもと かずき、1981年8月18日 - ）は、東京都八王子市出身のサッカー選手。ポジションはFW。

## 来歴
読売サッカークラブ（現：東京ヴェルディ）の下部組織（ジュニア、ジュニアユース、ユース）で育ち、1998年にトップに昇格。2006年は副主将に就任した。2007年途中にJ1残留を目指す横浜FCへ期限付き移籍したがJ2へ降格。2008年からは東京Vへ復帰。2010年の当初は、SBをしていた。2012年はFC町田ゼルビアへ期限付き移籍するもJFLへ降格。2013年はヴァンフォーレ甲府へ期限付き移籍。2014年、東京Vへ3年ぶりに復帰。
2016年6月12日、ジェフ千葉戦で澤井直人の同点ゴールの後にボールを取りに行った元チームメイト佐藤優也に対し、不必要なタックルをし、主審より退場処分を受けている。
2017年12月、現役引退が発表された。
2018年、FC町田ゼルビアのチームPRリーダーに就任することが発表された。
かつて東京Vを指揮していた時にオズワルド・アルディレスは、「平本はある時はペレで、ある時は（通訳の）羽生だ」というコメントで、そのパフォーマンスの波が大きいことを表現したことがある。
2018年8月30日、八王子FCへの加入が発表された。2020年1月、退団が発表された。
2021年2月1日、FC NossA 八王子のアドバイザーに就任した。

## 所属クラブ
ユース経歴
- - 1993年 読売日本SCジュニア
- 1994年 読売日本SCジュニアユース
- 1994年 - 1995年 八王子市立南大沢中学校[7]
- 1996年 読売日本SCジュニアユース
- 1997年 - 1999年 読売日本SCユース (東京都立南野高等学校)
  - 1998年 - 1999年 ヴェルディ川崎 (2種登録選手)

プロ・シニア経歴
- 2000年 - 2017年  ヴェルディ川崎/東京ヴェルディ1969/東京ヴェルディ
  - 2007年5月 - 2008年1月  横浜FC (期限付き移籍)
  - 2012年  FC町田ゼルビア (期限付き移籍)
  - 2013年  ヴァンフォーレ甲府 (期限付き移籍)
- 2018年 - 2019年  八王子FC

## 個人成績
| 国内大会個人成績 | 国内大会個人成績 | 国内大会個人成績 | 国内大会個人成績 | 国内大会個人成績 | 国内大会個人成績 | 国内大会個人成績 | 国内大会個人成績 | 国内大会個人成績 | 国内大会個人成績 | 国内大会個人成績 | 国内大会個人成績 |
| 年度             | クラブ           | 背番号           | リーグ           | リーグ戦         | リーグ戦         | リーグ杯         | リーグ杯         | オープン杯       | オープン杯       | 期間通算         | 期間通算         |
| 年度             | クラブ           | 背番号           | リーグ           | 出場             | 得点             | 出場             | 得点             | 出場             | 得点             | 出場             | 得点             |
| 日本             | 日本             | 日本             | 日本             | リーグ戦         | リーグ戦         | リーグ杯         | リーグ杯         | 天皇杯           | 天皇杯           | 期間通算         | 期間通算         |
| ---------------- | ---------------- | ---------------- | ---------------- | ---------------- | ---------------- | ---------------- | ---------------- | ---------------- | ---------------- | ---------------- | ---------------- |
| 1999             | V川崎            | 27               | J1               | 6                | 1                | 1                | 0                | 3                | 1                | 10               | 2                |
| 2000             | V川崎            | 25               | J1               | 9                | 1                | 2                | 0                | 0                | 0                | 11               | 1                |
| 2001             | 東京V            | 25               | J1               | 7                | 0                | 1                | 0                | 3                | 0                | 11               | 0                |
| 2002             | 東京V            | 25               | J1               | 25               | 2                | 4                | 2                | 1                | 0                | 30               | 4                |
| 2003             | 東京V            | 11               | J1               | 28               | 5                | 6                | 0                | 1                | 0                | 35               | 5                |
| 2004             | 東京V            | 11               | J1               | 25               | 6                | 6                | 2                | 5                | 3                | 36               | 11               |
| 2005             | 東京V            | 11               | J1               | 26               | 6                | 5                | 1                | 0                | 0                | 31               | 7                |
| 2006             | 東京V            | 25               | J2               | 40               | 15               | -                | -                | 1                | 0                | 41               | 15               |
| 2007             | 東京V            | 25               | J2               | 3                | 0                | -                | -                | -                | -                | 3                | 0                |
| 2007             | 横浜FC           | 25               | J1               | 14               | 3                | 1                | 0                | 0                | 0                | 15               | 3                |
| 2008             | 東京V            | 25               | J1               | 23               | 2                | 1                | 0                | 1                | 0                | 25               | 2                |
| 2009             | 東京V            | 25               | J2               | 30               | 5                | -                | -                | 0                | 0                | 30               | 5                |
| 2010             | 東京V            | 25               | J2               | 32               | 10               | -                | -                | 1                | 0                | 33               | 10               |
| 2011             | 東京V            | 25               | J2               | 11               | 0                | -                | -                | 2                | 0                | 13               | 0                |
| 2012             | 町田             | 25               | J2               | 36               | 6                | -                | -                | 2                | 0                | 38               | 6                |
| 2013             | 甲府             | 25               | J1               | 23               | 3                | 4                | 0                | 0                | 0                | 27               | 4                |
| 2014             | 東京V            | 25               | J2               | 30               | 3                | -                | -                | 1                | 0                | 31               | 3                |
| 2015             | 東京V            | 25               | J2               | 30               | 5                | -                | -                | 2                | 1                | 32               | 6                |
| 2016             | 東京V            | 25               | J2               | 15               | 1                | -                | -                | 0                | 0                | 15               | 1                |
| 2017             | 東京V            | 25               | J2               | 0                | 0                | -                | -                | 0                | 0                | 0                | 0                |
| 2018             | 八王子FC         | 28               | 東京都1部        | 2                | 1                | -                | -                | -                | -                | 2                | 1                |
| 2019             | 八王子FC         | 25               | 東京都1部        | 2                | 0                | -                | -                | -                | -                | 2                | 0                |
| 通算             | 日本             | 日本             | J1               | 186              | 29               | 31               | 5                | 14               | 4                | 231              | 38               |
| 通算             | 日本             | 日本             | J2               | 227              | 45               | -                | -                | 9                | 1                | 236              | 46               |
| 通算             | 日本             | 日本             | 東京都1部        | 4                | 1                | -                | -                | -                | -                | 4                | 1                |
| 総通算           | 総通算           | 総通算           | 総通算           | 417              | 75               | 31               | 5                | 23               | 5                | 471              | 85               |

- 1999年はユース所属

その他の公式戦
- 2005年
  - スーパーカップ 1試合0得点

| 国際大会個人成績 | 国際大会個人成績 | 国際大会個人成績 | 国際大会個人成績 | 国際大会個人成績 |
| 年度             | クラブ           | 背番号           | 出場             | 得点             |
| AFC              | AFC              | AFC              | ACL              | ACL              |
| ---------------- | ---------------- | ---------------- | ---------------- | ---------------- |
| 2006             | 東京V            | 25               | 1                | 0                |
| 通算             | AFC              | AFC              | 1                | 0                |

- Jリーグ初出場-1999年8月7日 2ndステージ第1節 ガンバ大阪戦
- Jリーグ初得点-1999年8月18日 2ndステージ第3節 ヴィッセル神戸戦

## 代表歴
- 2000年 - 2001年 U-19・U-20日本代表
- 2002年 - 2003年 U-21・U-22日本代表

## エピソード
- ユースの同期には飯尾一慶、戸川健太、相馬崇人がいる。
- 地元である南大沢によく出没する。
- 若手時代はシーズンオフに自主トレを全くしないで完全にオフにするといったこともしていたが、現在は改めている[8]。
- 2002年の名古屋グランパス戦において、控え選手としてベンチにいる時に審判に対して暴言を吐きレッドカードを受けた。試合出場前に退場になるのはJリーグでは1995年の中西哲生に次いで2例目のことだった。
- 2005年10月にサテライトリーグの試合で倒れた相手選手の顔を蹴った上に退場を命じた審判の胸を手で突き、3試合の出場停止の処分を受けた。
- 2005年12月、東京VのJ2降格が決まり、J1クラブへと去る選手も多い中、缶ジュースを買おうと握っていた100円玉と10円玉を差し出し「もし年俸がこれだけだって言われても、自分はここでプレーします」と言って東京Vに残留し男気を見せた。
- 2006年9月に結婚。
- 2006年のシーズン終了後には、前年のナビスコ杯王者であるジェフ千葉から正式オファーが届き、J1リーグ王者である浦和や、名古屋からも興味を示される中、「本当に悩んだが裏切りたくなかった。お誘いはうれしかったんですけどね」と強豪クラブからの話を断り、来季こそJ1復帰を目指す東京Vに残ることを決めた。いずれのクラブもJ1の強豪で、2006年の推定年俸2000万円よりも好条件を用意していたとされ、またも東京Vに対する深い愛情を見せた。
- 2007年5月、J1昇格後苦戦続きの横浜FCからオファーがあり、東京Vで出場機会が減っていた事も重なり「眠れないほど悩んだ」末にレンタル移籍を決断。「愛するヴェルディがJ1に復帰することを信じています」と公式コメントを残す。
- 2007年オフに柱谷哲二監督（当時）は「戦力として考えていない。アイツ（平本）自身の人間性と練習への姿勢が変わらない限り、練習もさせない」と平本の期限付き移籍からの復帰に対して厳しくコメントした。その後、横浜FCから東京Vに復帰したが、年俸は異例の72％ダウンの600万円（推定）。しかし、一定のノルマを達成すれば年俸は平年通り貰えるという契約になった。年俸が下がったことによって家も住み替えなければならなくなったが、これによってハングリー精神が芽生えたとコメントしている[9]。
- 2011年5月4日のFC東京戦では、3人の交代枠を使い切った後にGK土肥洋一が負傷退場。試合終了まで平本がグローブをつけてゴールを守るハプニングが起きたが、既にロスタイムに入っておりシュートは浴びずに済んだ。 東京ダービーであったこの試合の残りの2分間はFC東京のロベルト・セザーが2枚のイエローカードを提示され退場したので10人同士の試合となった。また、2011年シーズン初勝ち点（0-0のスコアレスドロー）でもある。
- 2012年3月17日のJ2第3節・ガイナーレ鳥取戦の後半2分に、FC町田ゼルビアのJリーグ初得点となるゴール挙げると同時に、J2通算10000ゴールを達成。この得点が決勝点となり、町田のJリーグ初勝利に貢献した。同年8月16日、町田のホームスタジアムである町田市立陸上競技場の芝生広場にJ's GOALから寄贈された「J2通算10000ゴール記念碑」が設置された[10]。